# Лико, Николай Константинович
Николай Константинович Лико (? — 1840) — штабс-капитан Черноморского линейного № 5 батальона, герой Кавказской войны.

## Биография
Происходил из греческих дворян города Балаклавы и родился между 1795 и 1800 годами. По отзыву начальника штаба Черноморской береговой линии генерала Г. И. Филипсона, Лико был «исправный офицер, всю службу проведший на Кавказе, серьёзный и отважный».
В 1840 году Лико был назначен командиром Михайловского укрепления, гарнизон которого составляли две роты из его батальона, рота Тенгинского полка и две роты Навагинского полка. Когда он узнал о взятии горцами Лазаревского укрепления, то, предполагая и себе возможность такой же участи, благоразумно отделил внутренним бруствером ближайшую к морю часть укрепления, где были провиантские магазины и пороховой погреб. В этой цитадели Лико предполагал держаться, если бы неприятель и ворвался в остальную часть укрепления. Лико же внушил гарнизону решимость биться до последнего человека и вдохновил Архипа Осипова взорвать укрепление, если не удастся отбросить противника. В полдень 22 марта 1840 года около 11 000 горцев бросились в атаку на Михайловское. Лико был ранен в голову и ногу, но продолжал отдавать приказания, опираясь на шашку, с кинжалом в руке. После взрыва укрепления Лико в числе немногих уцелевших от него защитников был взят горцами в плен, увезён в горы и там умер от гангрены ноги.
Вышедшие из плена нижние чины показали, что Лико, как начальника строгого и справедливого, все подчинённые боялись и уважали. Сохранилось, по их показаниям, и описание наружности Лико: он был роста среднего, брюнет, с чёрными бакенбардами и усами, среднего телосложения. 

## Память
Во Владикавказе и на развалинах укрепления Михайловского ему и рядовому Архипу Осипову поставлены памятники. Владикавказский памятник после 1917 года был снесён как память о самодержавии.
- Проект памятника рядовому Осипову и штабс-капитану Лико
- Памятник рядовому Осипову и штабс-капитану Лико (Владикавказ)